# John Kerry
John Forbes Kerry (Aurora, 11 dicembre 1943) è un politico ed ex militare statunitense, inviato speciale del presidente Biden per il clima. È stato segretario di Stato degli Stati Uniti dal 2013 al 2017 nell'amministrazione Obama. È stato inoltre il candidato per il Partito Democratico alle elezioni presidenziali del 2004.

## Biografia

### Le origini borghesi e gli anni europei
John Kerry proviene da una famiglia di origini ebraiche, vero nome Kohn - Lowe, i nonni paterni Fritz Kohn e Ida Lowe provenienti dall'Austria cambiarono in Kerry nel 1900. Nel 1905 Fritz Kohn diventato Frederick Kerry si trasferisce negli Stati Uniti con la famiglia e diventa un uomo d'affari di successo, ma nel 1921 si suicida con un colpo di pistola al Copley Plaza Hotel di Boston per problemi finanziari. I genitori di John Kerry sono Richard John Kerry, diplomatico del Dipartimento di Stato, già collaudatore dell'aeronautica durante la seconda guerra mondiale, e Rosemary Forbes Kerry, crocerossina durante la seconda guerra mondiale e appartenente all'influente famiglia Forbes: il nonno materno era un banchiere di fama internazionale nato a Shanghai (Cina, dove la famiglia Forbes, originaria di Boston, aveva fondato un commercio di oppio). Attraverso la nonna materna, inoltre, Kerry vanta antenati illustri nella classe dirigente dello Stato del Massachusetts e una lontana parentela anche con il presidente Franklin Delano Roosevelt nonché con gli stessi Bush padre e Bush figlio.
Appassionato di musica, ha suonato il basso in un piccolo complesso al tempo della scuola, amante del calcio, dell'Hockey e della bicicletta (durante la sua gioventù compì una traversata in bici in molti stati europei), Kerry, a causa degli spostamenti del padre diplomatico, ha studiato in diverse scuole, anche europee, conducendo suo malgrado una vita un po' nomade (fatto questo sul quale egli recriminerà spesso in futuro). Dopo i primi corsi alla scuola svizzera di Berlino, ha studiato - prima di approdare a Yale - a West Newton (Massachusetts) e alla St. Paul's School di Concord, dove si è diplomato nel 1962. È stato allora che ha sviluppato il suo interesse per la politica.
Si è laureato in scienze politiche alla Yale University nel 1966, dove entrò nella società segreta Skull and Bones.

#### JFK come Kennedy
Fervente ammiratore e amico di John Fitzgerald Kennedy (con cui ha condiviso, oltre che la passione politica nel campo democratico, le iniziali JFK, la passione per la vela e il servizio militare in marina), Kerry tenne il suo primo discorso politico nel novembre del 1960, proprio a sostegno dell'elezione di Kennedy a presidente degli Stati Uniti.

### Volontario e l'impegno antimilitarista
Terminati gli studi si arruolò volontario nell'ottobre del 1966 nella Marina degli Stati Uniti; dopo un anno di addestramento fu mandato come ufficiale ad operare in Vietnam, specificamente nel golfo del Tonchino e sul delta del Mekong, a bordo di Patrol Craft Fast, dove si distinse in numerose azioni. Rimasto ferito più volte, è stato pluridecorato con la Bronze Star, la Silver Star e tre Purple Heart.
Dopo aver lasciato il sud-est asiatico nel 1969, si mostrò critico sull'intervento americano in Vietnam. Dopo un anno di servizio come assistente di un contrammiraglio a Brooklyn, Kerry si congedò definitivamente dall'U.S. Navy nel 1970.
Il suo impegno contro ogni tipo di conflitto si è sviluppato a partire dagli anni immediatamente successivi al congedo, fino a portare alla sua adesione a organizzazioni anti-militariste, tra cui quella dei Vietnam Veterans Against the War, di cui è stato portavoce a fianco di personalità come l'attrice Jane Fonda.
Kerry fu nell'aprile del 1971 tra gli organizzatori della manifestazione pacifista e di protesta davanti alla sede del Congresso, a Washington, indetta poco dopo l'invasione del Laos ed alla quale parteciparono migliaia di veterani del Vietnam. In quello stesso periodo, parlando di lui con i suoi collaboratori, il presidente Nixon ironizzò definendolo il "falco che, tornato dal Vietnam, diviene colomba" (in vista di nuove prospettive politiche).
Il futuro senatore del Massachusetts fu anche chiamato a testimoniare assieme ad altri centocinquanta reduci davanti a una commissione di inchiesta senatoriale incaricata di esaminare crimini di guerra compiuti nel Sud-est asiatico durante la guerra. Aderì però contemporaneamente alla riserva navale fino al 1978.
Specializzatosi nel 1976 in legge al Boston College, nel 1977 divenne assistente procuratore distrettuale nella contea di Middlesex (Massachusetts) e vi rimase fino al 1979.

### Impegno politico
Kerry si aggiudicò nel 1982 le primarie democratiche per la candidatura a vice governatore del Massachusetts e, vinte le elezioni, è stato il 66º vicegovernatore del Massachusetts dal marzo 1983 al gennaio 1985 con il democratico Michael Dukakis, futuro candidato democratico alle presidenziali del 1988.

#### Senatore
Si dimise perché eletto senatore degli Stati Uniti nel 1985. La sua candidatura è stata sostenuta anche finanziariamente dall'alta borghesia degli Stati del nord-est. Nella sua agenda politica figurano la riduzione della dipendenza dalle fonti di energia non rinnovabili, l'espansione della copertura sanitaria pubblica e privata e l'istituzione di un servizio militare obbligatorio e di uno volontario che prevede quattro anni di istruzione gratuita per chi abbia svolto almeno due anni di servizio militare. Fra i diversi punti della sua campagna elettorale figura il sostegno ai matrimoni civili per le coppie omosessuali.
Da Senatore ricopre il ruolo di Presidente della Commissione Piccole e Medie Imprese del Senato degli Stati Uniti d'America per ben tre volte. 
Alto 1,94 m (non a caso è stato soprannominato lanky yankee, lo "spilungone del New England"), nel 2003 gli era stato diagnosticato e curato un tumore alla prostata, parla correntemente francese e tedesco ed è appassionato di windsurf. Kerry - che per i familiari e gli amici è solo Johnny - è considerato uno degli uomini politici più ricchi degli Stati Uniti. Pur firmando la risoluzione del Senato USA che avallava nel 2003 l'invasione dell'Iraq, si è sempre dichiarato contrario a tale intervento preferendo a esso l'opzione di invio di truppe ONU.

#### Candidato alla presidenza
Nel 2004, Kerry, aggiudicandosi nelle primarie democratiche antecedenti al super martedì del marzo 2004 ben ventisette sfide su trenta (sconfitto solo in Vermont, Carolina del Sud ed Oklahoma, delegati a favore 1.557), ha sbaragliato - nonostante la "mina vagante" di una presunta scappatella amorosa giovanile - il campo da ogni avversario, cosa che gli ha permesso di contendere al repubblicano George W. Bush la carica di presidente. Le elezioni presidenziali del 2004 si concludono però con la sua sconfitta e la rielezione di Bush, dal momento che Kerry non riesce a vincere negli stati chiave di Iowa, Florida e Ohio, aggiudicandosi così 252 voti elettorali contro i 286 del candidato repubblicano.
Si è molto speculato su una candidatura di Kerry in vista delle elezioni presidenziali del 2008, ma il senatore ha preferito non partecipare attivamente alle primarie democratiche, in cui ha appoggiato il collega dell'Illinois, Barack Obama.
Nel gennaio 2009 subentra a Joe Biden appena nominato Vicepresidente degli Stati Uniti d'America, come Presidente della prestigiosa Commissione Esteri del Senato federale, incarico mantenuto fino alla nomina a Segretario di Stato nel secondo mandato di Barack Obama.

#### Segretario di Stato
Il 21 dicembre 2012 il presidente Barack Obama ha annunciato la sua nomina a segretario di Stato, carica nella quale è succeduto a Hillary Clinton. Entra in carica il 1º febbraio 2013 e lascia il Senato. Resta in carica fino al gennaio 2017.

#### Inviato speciale per il clima
Il 23 novembre 2020 è stato designato "Inviato speciale per il clima" dal presidente neoeletto Joe Biden, entrando in carica il 21 gennaio 2021 con il rango di membro del Gabinetto degli Stati Uniti d'America.
In tale veste ha rappresentato gli Stati Uniti alla COP26 di Glasgow (2021) e alla COP27 di Sharm el-Sheikh (2022).
In preparazione della COP28 di Dubai, John Kerry e il suo omologo cinese Xie Zhenhua si sono incontrati a Pechino il 16-19 luglio 2023, e a Sunnylands (California) il 4-7 novembre 2023.
In vista dell'incontro tra il presidente statunitense Joe Biden e il presidente cinese Xi Jinping a margine del vertice APEC di San Francisco, il 14 novembre 2023 Stati Uniti e Cina hanno rilasciato la Dichiarazione di Sunnylands nella quale i due paesi ribadiscono la cooperazione contro il cambiamento climatico e gli impegni previsti dall'Accordo di Parigi (2015) e dal Patto per il clima di Glasgow (2021).
Il 6 marzo 2024 si è dimesso dalla carica di inviato speciale per il clima per poter seguire la campagna presidenziale di Biden.

## Vita privata

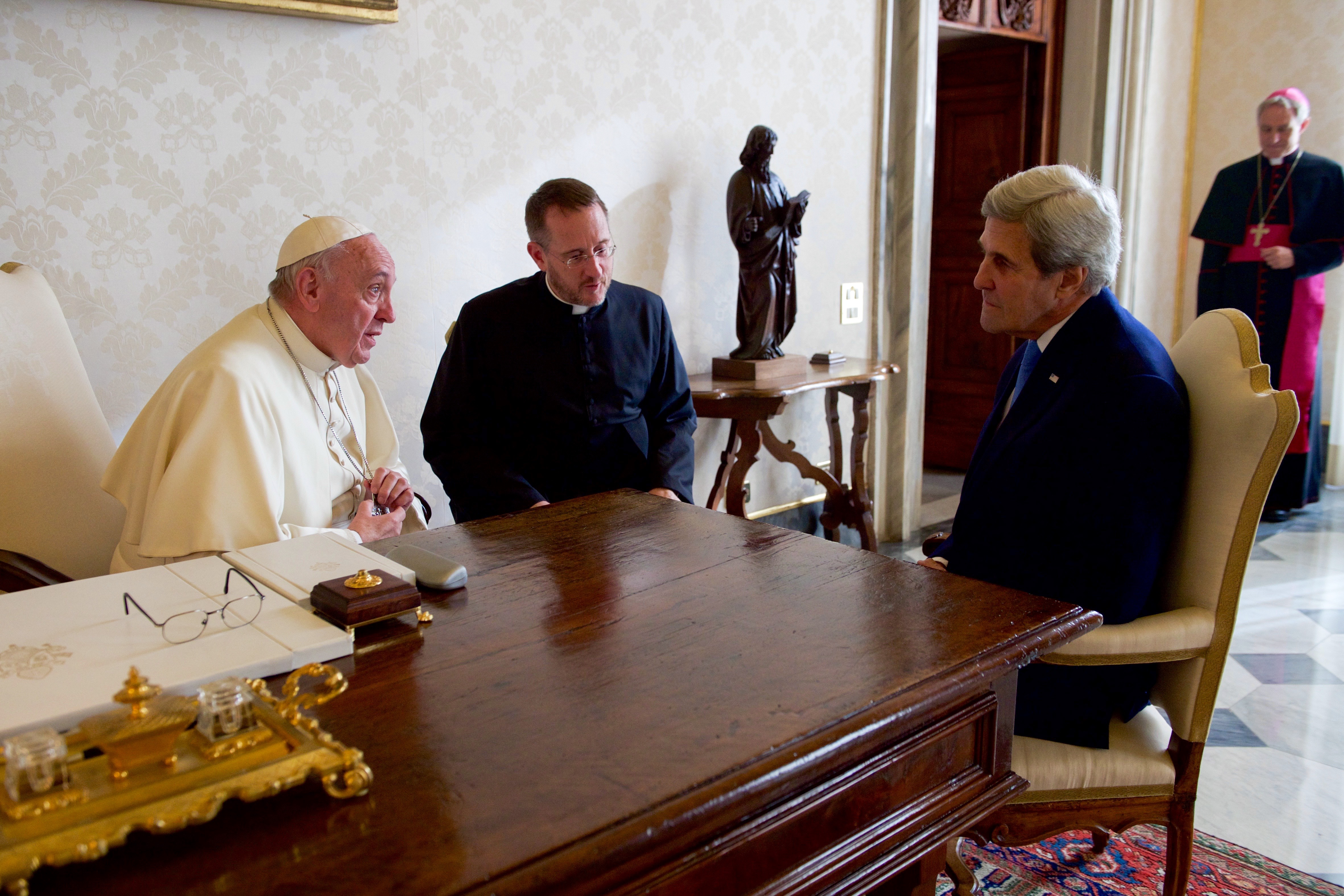
John Kerry in udienza da papa Francesco il 2 dicembre 2016

Di fede cattolica, Kerry si è sposato nel 1970 con Julia Thorne Stimson (1944–2006), da cui ha avuto due figlie: Alexandra (nata il 5 settembre 1973) e Vanessa Bradford (nata il 31 dicembre 1976). La coppia ha divorziato nel 1988. In seguito Kerry si è sposato nel 1995 con Teresa Heinz, madre di tre figli, avuti dal senatore degli Stati Uniti d'America Henry John Heinz III, del quale era rimasta vedova nel 1991.

### Legami di parentela
Bruce e Kristine Harrison, fondatori del Waikiloa-base Forest Family Project, sostengono di avere trovato un legame di parentela fra Bush e Kerry. Secondo questi studi, la scelta alle elezioni presidenziali sarebbe stata fra due candidati cugini, entrambi discendenti dei sovrani inglesi Enrico II ed Eleonora d'Aquitania.